# Cisano sul Neva
Cisano sul Neva é uma comuna italiana da região da Ligúria, província de Savona, com cerca de 1.562 habitantes. Estende-se por uma área de 12 km², tendo uma densidade populacional de 130 hab/km². Faz fronteira com Albenga, Arnasco, Balestrino, Ceriale, Zuccarello.

## Demografia
| Variação demográfica do município entre 1861 e 2011                               |
|                                                                                   |
| Fonte: Istituto Nazionale di Statistica (ISTAT) - Elaboração gráfica da Wikipedia |